# LC Perú
LC Perú fue una aerolínea peruana que operó en el mercado nacional y regional. Tenía su base en el Aeropuerto Internacional Jorge Chávez de Lima desde el cual brindaba vuelos regulares, vuelos de tipo chárter y vuelos de carga, en diversos aeropuertos del país.
En diciembre de 2018 la aerolínea suspendió sus labores, medida tomada por la gerencia dada la suspensión de la póliza de seguros de aviación efectuada por el MTC tras la declaración de bancarrota de la empresa. En enero de 2019, LC Perú informó a todo su personal que había ingresado a un proceso de liquidación y cierre total de operaciones.

## Historia
La compañía fue fundada en 1993 iniciaron operaciones como Agente de Carga, en 1998 se inician los vuelos chárter para el transporte periódico de pasajeros a nivel nacional. En el 2003 se incorpora una segunda aeronave Metroliner III e incursiona en el transporte regular de pasajeros, para el 2004 se cubren los destinos de Cajamarca, Ayacucho, Huánuco y Pucallpa. A partir de la sociedad con la USMP en el 2011 se retiran las unidades Metroliner y se incorporan Bombardier Dash 8-202, en 2013 se obtiene la Certificación OACI y la Certificación BARS.
La compañía venía incrementando sus operaciones desde la compra de seis aeronaves Boeing 737-500 de las cuales han arribado dos en julio de 2015 y se esperan las restantes hacia diciembre de 2015. Ofrecía rutas diarias a casi todos sus destinos.
En noviembre del 2018, se declaró en bancarrota y dejó de operar.

## Evolución de la compañía
- 1993 Fundación de la compañía. Inicio operaciones como Agente de Carga.
- 1995 Crecimiento. Alcanzó un crecimiento importante en el transporte aéreo de carga a través de terceras líneas aéreas.
- 1998 Inicio Operaciones - Vuelos Chárter. Comienza a incursionar en la operación chárter para el transporte de periódicos a nivel nacional, obteniendo muy buenos resultados.
- 2001 Inicio Operaciones- Línea Aérea. Se certifica la compañía como línea área bajo regulación 135 operando bajo programa de mantenimiento de la FAA 129 (Federal Aviation Administration) con una aeronave Metroliner III (N386PH)
- 2003 Incorporación de Naves. Se incorpora las segunda aeronave Metroliner III y se incursiona en el transporte de pasajeros a nivel nacional.
- 2004 Ampliación Cobertura Nacional. La tercera aeronave Metroliner III se incorpora a la flota y se amplíar la cobertura a 4 destinos nacionales.
- 2005 Operaciones Corporativas. Se inicia el desarrollo de las operaciones de vuelos chárter; operando para las principales empresas petroleras y mineras.
- 2008 Incremento de naves, cobertura y frecuencia. Incorporación de la cuarta aeronave a la flota y al mismo tiempo se incrementó a 5 destinos ofreciendo frecuencias diarias de vuelo.
- 2009 Quinta y sexta aeronave. Se incorporan la quinta y sexta aeronave Metroliner III y se implementa un sexto destino, incrementando frecuencias a los destinos ya atendidos.
- 2011 Sociedad LCPerú y USMP. Se forma una sociedad con la USMP, y se inicia el proceso de cambio de flota, retirando de manera progresiva los Metroliners III e incorporando Bombardier Dash 8-202; certificando la empresa bajo regulación 121.
- 2012 Nueva Flota Dash 8-202. El 2 de enero se inicia la operación de la Flota Dash 8-202. El 23 de enero se efectúa el último vuelo de la flota Metroliners III. Se incorporan 4 aeronaves Dash 8-202.
- 2013 Incremento de Flota y Certificaciones. Se incorporan 2 aeronaves adicionales a la flota Dash 8-202. Se obtiene la Certificación IOSA y la Certificación BARS.
- 2014 Consolidación Operaciones. Se fortalece la operación de la flota Dash 8-202 cubriendo 7 destinos nacionales con 70 frecuencias semanales.
- 2015 Expansión de Operaciones. Se fortalece la operación de la flota con una nueva aeronave con capacidad de 120 pasajeros. Se cuenta con 12 destinos regulares.
- 2018 Cese de operaciones. Los rumores de problemas económicos se extienden cuando la autoridad aeronáutica suspende la licencia de operacion de la aerolínea. Esto debido a que no lograron renovar los seguros de vuelo con la empresa Rimac Seguros y al atraso de pagos del alquiler de aviones por US$ 5.7 millones de la compañía Aircraft Solutions.
- 2019 Liquidación de la empresa. El INDECOPI viene realizando las investigaciones para la indemnización a los afectados por la aerolínea. Todos aquellos que compraron sus pasajes debe realizar la solicitud de reembolso ante INDECOPI.

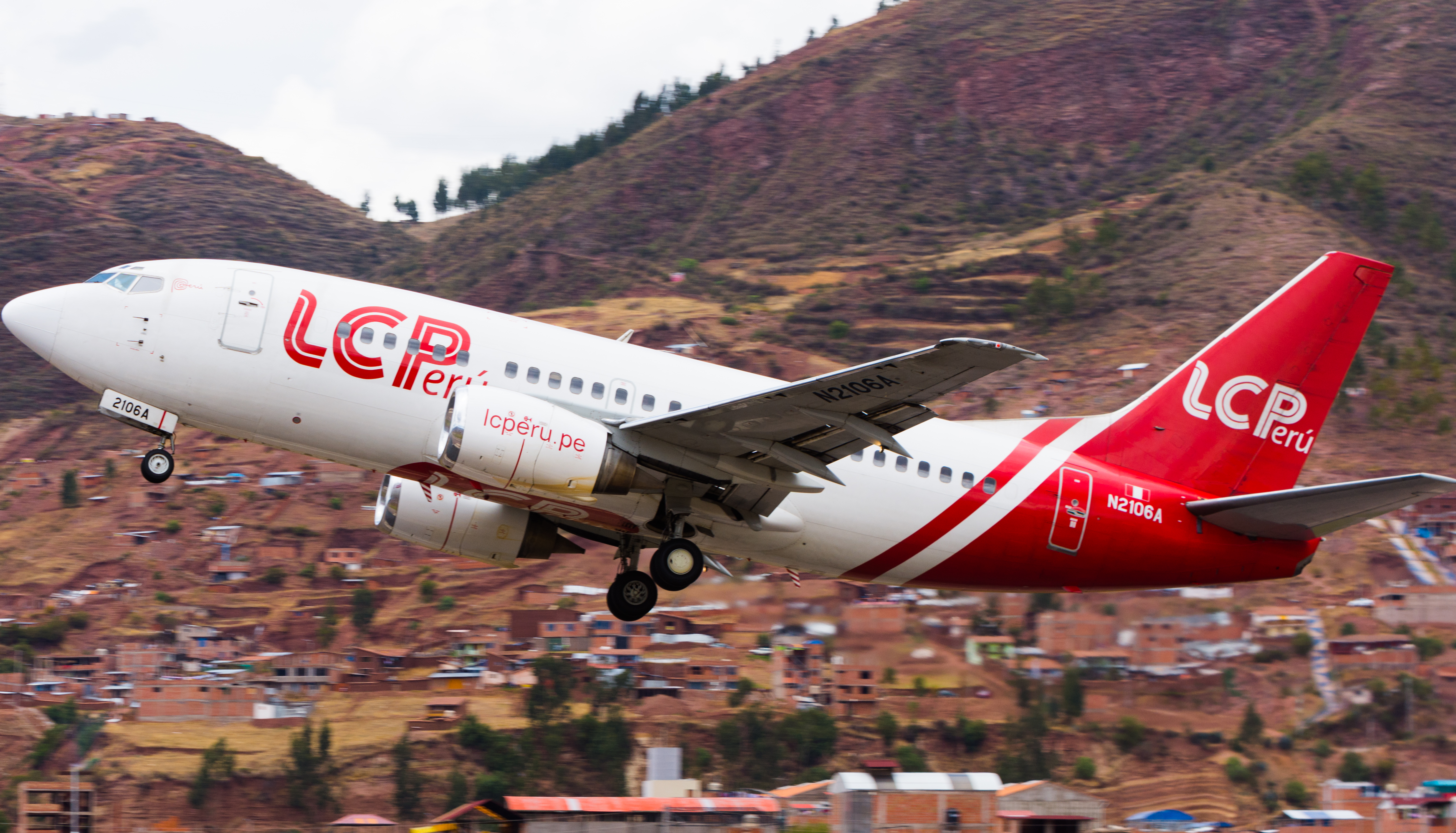
Un Boeing 737-500 de LC Perú

## Destinos nacionales

### Desde Lima
La aerolínea volaba a los siguientes destinos desde su base en el Aeropuerto Internacional Jorge Chávez de Lima.
| Países   | Ciudades    | Aeropuertos                                                      |
| -------- | ----------- | ---------------------------------------------------------------- |
| Colombia | Leticia     | Aeropuerto Internacional Alfredo Vásquez Cobo                    |
| Perú     | Andahuaylas | Aeropuerto de Andahuaylas                                        |
| Perú     | Arequipa    | Aeropuerto Internacional Rodríguez Ballón                        |
| Perú     | Ayacucho    | Aeropuerto Coronel FAP Alfredo Mendivil Duarte                   |
| Perú     | Cajamarca   | Aeropuerto Mayor General FAP Armando Revoredo Iglesias           |
| Perú     | Chiclayo    | Aeropuerto Internacional Capitán FAP José A. Quiñones            |
| Perú     | Chimbote    | Aeropuerto Teniente FAP Jaime Montreuil Morales                  |
| Perú     | Cuzco       | Aeropuerto Internacional Alejandro Velasco Astete                |
| Perú     | Huánuco     | Aeropuerto Alf. FAP David Figueroa Fernandini                    |
| Perú     | Huaraz      | Aeropuerto Comandante FAP Germán Arias Graziani                  |
| Perú     | Jauja       | Aeropuerto Francisco Carlé                                       |
| Perú     | Mazamari    | Aeropuerto Mayor Nancy Flores Páucar                             |
| Perú     | Lima        | Aeropuerto Internacional Jorge Chávez (HUB)                      |
| Perú     | Pisco       | Aeropuerto Capitán FAP Renán Elías Olivera                       |
| Perú     | Pucallpa    | Aeropuerto Internacional Capitán FAP David Abensur Rengifo       |
| Perú     | Tacna       | Aeropuerto Internacional Coronel FAP Carlos Ciriani Santa Rosa   |
| Perú     | Talara      | Aeropuerto Internacional Capitán FAP Víctor Montes Arias         |
| Perú     | Trujillo    | Aeropuerto Internacional Capitán FAP Carlos Martínez de Pinillos |

## Flota histórica
La aerolínea durante su existencia operó las siguientes aeronaves:

## Crisis por la suspensión perfecta de labores en Perú

### Qué es y cómo ha sido regulada en el ordenamiento jurídico de Perú
La suspensión perfecta de labores es una figura existente en la Constitución Política del Perú que permite a empleadores y trabajadores resolver su vínculo laboral en situaciones fortuitas o de fuerza mayor.

"Para todos los trabajadores que pudieran quedar comprendidos en una situación de suspensión perfecta de labores, se abre la posibilidad de que puedan retirar parte de su Compensación por Tiempo de Servicios, de la misma manera se abre la posibilidad del retiro de parte de sus fondos de pensiones en el sistema privado”. - Sylvia Cáceres (Ministra de Trabajo y Promoción del Empleo de Perú entre el 18 de diciembre de 2018 y el 15 de julio de 2020)

La suspensión perfecta de labores supone la ruptura temporal del sinalagma contractual, es decir, se suspende la prestación de servicios acordada en el contrato de trabajo (el que debemos entender, además, como un contrato realidad) y consecuentemente, la obligación contraprestativa (pago de remuneración) a cargo del empleador.
En el actual presentado por la Pandemia de COVID-19, hubo diferencias entre la suspensión perfecta de labores general (regulada en la LPCL) y la suspensión perfecta de labores de emergencia, la cual se erige a partir de la emisión del Decreto de Urgencia 38-2020.
La diferencia más resaltante entre una y otra es la omisión del procedimiento que con carácter vinculante se regula en el escenario común (negociaciones con el sindicato, representantes de trabajadores o trabajadores directamente involucrados), ya que la suspensión perfecta de labores de emergencia o crisis no vincula a seguir este procedimiento o cuando menos lo flexibiliza de modo importante aunque sí regula de modo expreso una prelación de mecanismos paliativos previos a ella, tales como la licencia con goce de haber sujeta a compensación posterior, entre otras.
Consecuentemente, la suspensión perfecta de labores no puede erigirse como una posibilidad discrecional y de directa recurrencia sin antes haber discurrido por tales mecanismos paliativos.

### Suspensión perfecta efectuada por LCP
La aerolínea LC Perú informó a todo su personal la suspensión de labores dispuesta por la gerencia que regiría desde el 21 de enero del 2019 hasta el 20 de abril de 2020, pero esta suspensión nunca se levantó pues la empresa había sido declarada en bancarrota.
Este anuncio no brindó mayores detalles sobre la situación laboral de sus colaboradores por el cese intempestivo de las operaciones.

## Incidentes
Un avión de la aerolínea LC Perú (Bombardier Q400) tuvo que aterrizar de emergencia por presentar problemas con el tren de aterrizaje. que se dirigía de Lima a Ayacucho, trasladando a 76 pasajeros, quedando en la pista con el tren de aterrizaje delantero destruido y aterrizando prácticamente de barriga con la nariz de la aeronave (dicho aterrizaje dejó inoperativo el aeropuerto Jorge Chávez por 2 horas).